# Sachi

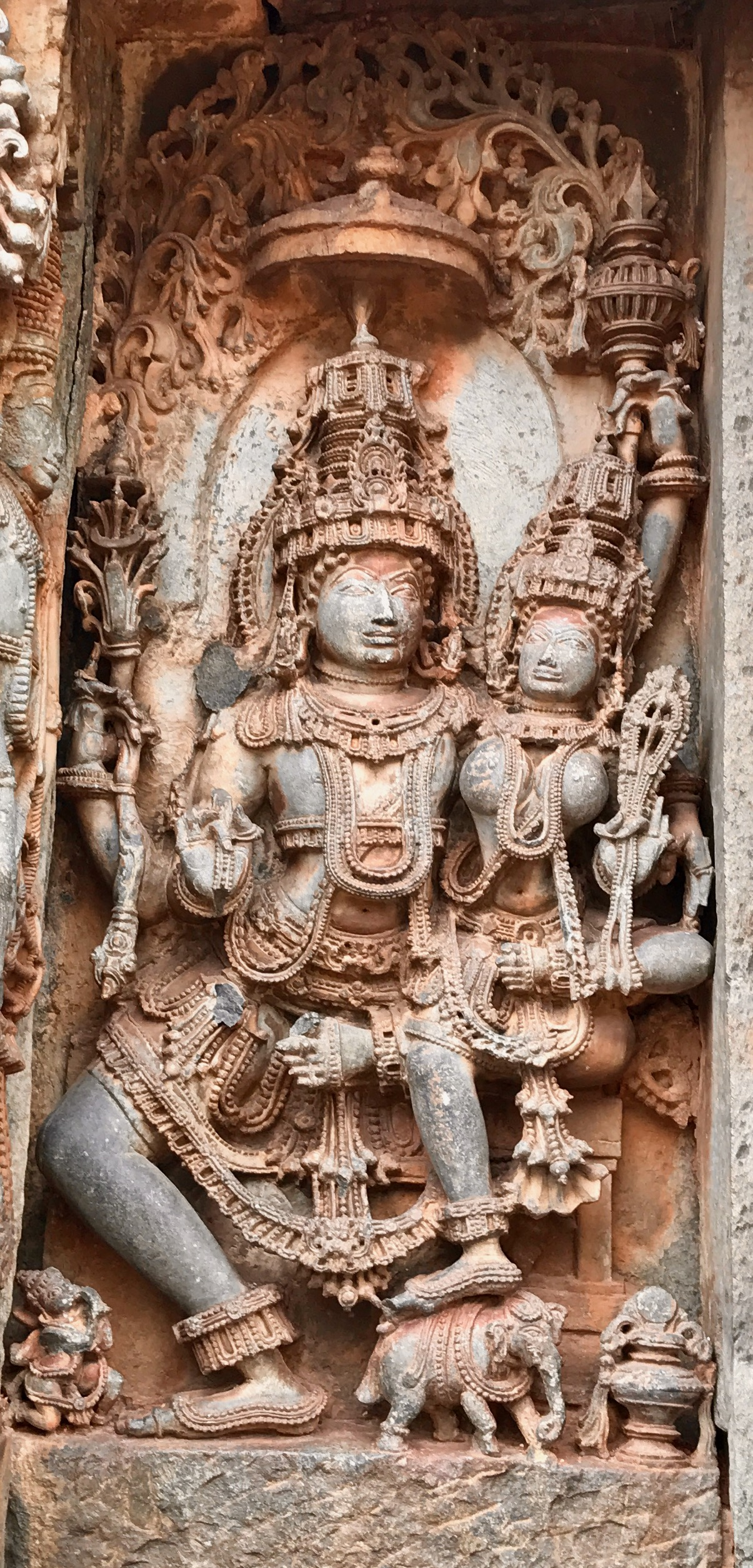
Indra en Sachi, 12e eeuw, Hoysaleswara tempel te Halebid, Karnataka, India

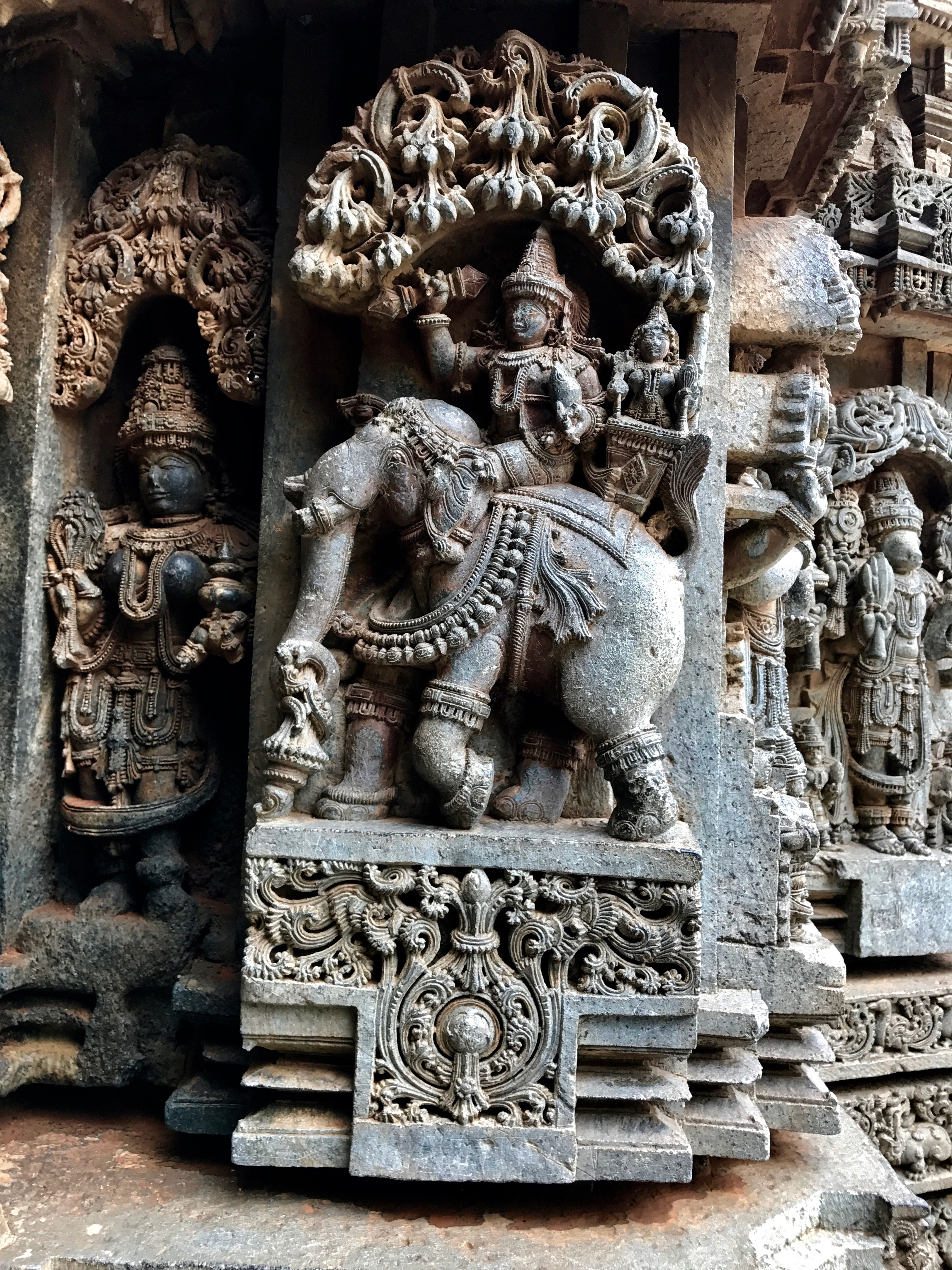
Indra met Sachi op Airavata, 13e eeuw, Chennakeshava tempel te Somanathpur, Zuid-Karnataka, India

Sachi (Shachi, Sachidevi) is in het hindoeïsme de echtgenote van Indra (Indrani, Indra's koningin).  Ze is de kracht (shakti) van de god en ze wordt De Eindeloze Schoonheid genoemd. 
Ze behoort tot de Saptamatrika (Zeven Moedergodinnen) en is de dochter van de Asura Puloman, die door Indra werd gedood. Ze is de moeder van Jayanta, Jayanti, Midhusa, Nilambara, Rbhus, Rsabha en Chitragupta. Met Indra rijdt ze op de witte olifant Airavata.